# Drums of Fu Manchu
Drums of Fu Manchu is een 15-delen tellende filmreeks van Republic Pictures, gebaseerd op het personage Fu Manchu bedacht door Sax Rohmer. De hoofdrollen werden vertolkt door Henry Brandon en Robert Kellard. De reeks werd geregisseerd door William Witney en John English.

## Verhaal
Fu Manchu probeert de wereld over te nemen door de scepter van Dzjengis Khan, die verborgen zou zijn in diens tombe. Met de scepter kan hij alle Aziatische volkeren in zijn macht krijgen, en met hun hulp de wereld veroveren.
Fu Manchu wordt tegengewerkt door zijn oude aartsvijand Sir Nayland Smith, en diens partner Allan Parker.

## Rolverdeling
| Acteur          | Personage            |
| --------------- | -------------------- |
| Henry Brandon   | Fu Manchu            |
| Robert Kellard  | Allan Parker         |
| William Royle   | Sir Nayland Smith    |
| Gloria Franklin | Fah Lo Suee          |
| Olaf Hytten     | Dr Flinders Petrie   |
| Tom Chatterton  | Prof Edward Randolph |
| Luana Walters   | Mary Randolph        |
| John Merton     | Loki                 |
| Dwight Frye     | Professor Anderson   |
| Lal Chand Mehra | Sirdar Prahni        |

## Achtergrond

### Hoofdstuktitels
1. Fu Manchu Strikes
2. The Monster
3. Ransom in the Sky
4. The Pendulum of Doom
5. The House of Terror
6. Death Dials A Number
7. Vengeance of the Si Fan
8. Danger Trail
9. The Crystal of Death
10. Drums of Doom
11. The Tomb of Genghis Khan
12. Fire of Vengeance
13. The Devil's Tattoo
14. Satan's Surgeon
15. Revolt

### Productie
Dit was een van Republics 15-delige filmreeksen in 1940. De andere was Mysterious Doctor Satan.
Drums of Fu Manchu werd gemaakt met een budget van $164.052, maar de uiteindelijke kosten kwamen $166.312 hoger uit. Dit was nog relatief klein in vergelijking met andere filmreeksen van Republic Pictures. Desondanks was het de duurste filmreeks uit 1940, en ook de langste om te filmen; de crew was 47 dagen bezig.
In 1943 werd de filmreeks opnieuw uitgebracht.